# Andrej Barčák (Politiker, 1946)
Andrej Barčák (* 26. Oktober 1946 in Baia Mare) ist ein slowakischer Manager in mehreren Firmen der Automobilindustrie und ehemaliger tschechoslowakischer Politiker und Minister.

## Leben
Barčák studierte an der Technischen Hochschule in Košice und  Tschechischen Technischen Universität in Prag. Nach 1973 arbeitete er im Außenhandelsunternehmen Motokov und befand sich beruflich einige Jahre in Großbritannien und USA. Ende 1987 wurde er zum Generaldirektor der Firma bestellt.
1976 wurde Barčák Mitglied der Kommunistischen Partei der Tschechoslowakei. 1989 wurde er Außenhandelsminister in der am 3. Dezember 1989 umgebildeten Regierung Ladislav Adamec und blieb in dieser Funktion auch in der Regierung Marián Čalfa I bis Juni 1990.
Seit den 1990er Jahren ist Barčák in der Automobilindustrie in führenden Positionen tätig, unter anderem in den tschechischen Niederlassungen von General Motors, Opel, Saab, Chevrolet.
Sein Vater Andrej Barčák war ebenfalls Politiker und Außenhandelsminister in den 1970er Jahren.

## Quelle
- Biographien neuer Minister. In: Rudé právo. 4. Dezember 1989, S. 4 (archiv.ucl.cas.cz/… online)

| Personendaten    | Personendaten                               |
| ---------------- | ------------------------------------------- |
| NAME             | Barčák, Andrej                              |
| KURZBESCHREIBUNG | tschechoslowakischer Politiker und Minister |
| GEBURTSDATUM     | 26. Oktober 1946                            |
| GEBURTSORT       | Baia Mare                                   |